# Rancho Mirage Challenger 1993
Il Rancho Mirage Challenger 1993 è stato un torneo di tennis facente parte della categoria ATP Challenger Series nell'ambito dell'ATP Challenger Series 1993. Il torneo si è giocato a Rancho Mirage negli Stati Uniti dal 15 al 21 febbraio 1993 su campi in cemento.

## Vincitori

### Singolare
Robbie Weiss ha battuto in finale  David Nainkin con il punteggio di 6–1, 6–4

### Doppio
Todd Nelson /  Tobias Svantesson hanno battuto in finale  T. J. Middleton /  Kenny Thorne con il punteggio di 7–6, 6–3